# Anton van den Wyngaerde

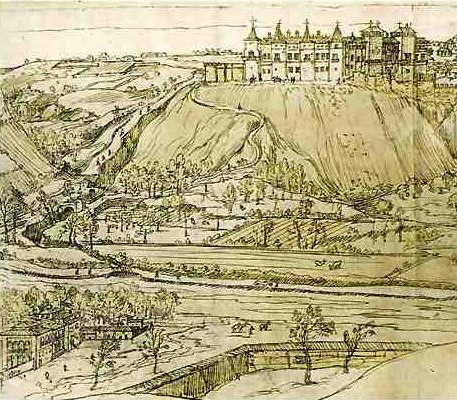
Veduta di Madrid (1562) di Anton van den Wyngaerde

Anton van den Wyngaerde (Anversa, 1525 – Madrid, 1571) è stato un cartografo e disegnatore fiammingo. Realizzò molte piante di città tra cui molte di città spagnole, ma anche francesi, inglesi, olandesi e italiane. La sua specializzazione in città spagnole fu dovuta al fatto che era agli ordini di  Filippo II.

## Biografia
Nacque intorno al 1525 e i suoi primi lavori portano la data del 1544 sulle città di Dordrecht e Londra. Tra il 1552 e il 1553 realizzò diversi disegni di paesaggi urbani di Roma, Genova, Napoli e Ancona.
Nel 1557 iniziò a lavorare per conto del re Filippo II di Spagna, ai tempi dalle guerre d'Italia, realizzando delle vedute degli assedi di San Quintino, Gravelines, Ham e Doullens. L'anno successivo, operò nei Paesi Bassi, dove fece dei disegni delle città di L'Écluse, Dunkerque, Malines, Bruges e Bruxelles. Nel 1559, realizzò diverse opere su Londra. A partire dal 1561 e fino al 1562, lavorò esclusivamente in Spagna e al palazzo del Pardo.
Disegnò vedute di 62 città spagnole tra cui: Barcellona, Gibilterra, Guadalajara, Valencia, Madrid, Cordova, Salamanca, Alcalá de Henares, Tarragona, Cadice, Granada, Saragozza, Toledo, Sagunto e Burgos. Una delle sue ultime opere fu quella di Zamora.
Morì a Madrid nel 1571.

## Opere
I disegni di Anton van den Wyngaerde sono conservati in tre collezioni:
- Biblioteca nazionale austriaca a Vienna: 53 disegni (61 compresi alcuni verso), soprattutto di grande formato ripiegato; realizzò anche schizzi di città, edifici o rovine. Sono principalmente rappresentate le città spagnole
- Victoria and Albert Museum a Londra: 22 vedute di città, studi preparatori e dettagli
- Ashmolean Museum ad Oxford: 8 vedute di tema spagnolo